# Le Loup solitaire
Pour les articles homonymes, voir Loup solitaire.
Le Loup solitaire est la dix-neuvième histoire de la série Jerry Spring de Jijé. Elle est publiée pour la première fois du no 1382 au no 1390 du journal Spirou. Puis est publiée dans l'album Mon ami Red en 1965.